# Rachid
Rachid (arabisch راشد Raschid, DMG Rāšid ‚Rechtgeleiteter, Rechtgläubiger, Besonnener‘ oder arabisch رشيد Raschid, DMG Rašīd, annähernd identische Bedeutung) ist ein arabischer männlicher Vorname. Die weibliche Form des Namens ist Rachida.

## Namensträger

### Adlige
- Rachid Bey, Beiname von Muhammad I. ar-Rashid (1710–1759), Bey von Tunis von 1756 bis 1759
- Moulay Rachid (* 1970), marokkanischer Prinz und Politiker, Sohn von König Hassan II.

### Vorname Rachid
- Rachid Azzouzi (* 1971), marokkanischer Fußballspieler, danach Manager
- Rachid Baba Ali Ahmed (1946–1995), algerischer Musiker und Musikproduzent
- Rachid Ben Ali (* 1978), niederländischer Maler marokkanischer Herkunft (in der englischen Schreibweise)
- Rachid Belarbi (* 1964), deutsch-marokkanischer Fußballspieler
- Rachid Bouchareb (* 1953), französischer Filmregisseur, Co-Regisseur, Filmproduzent und Drehbuchautor
- Rachid Boudjedra (* 1941), algerischer Schriftsteller und Drehbuchautor
- Rachid Ghannouchi (* 1941), tunesischer Politiker der Ennahda-Partei
- Rachid Mekhloufi (1936–2024), französischer und algerischer Fußballspieler und -trainer
- Rachid Mimouni (1945–1995), algerischer Schriftsteller
- Rachid Sfar (1933–2023), tunesischer Politiker, politischer Schriftsteller und Premierminister
- Rachid Taha (1958–2018), algerischer Raï-Musiker